# Crotalaria ringoetii
Crotalaria ringoetii är en ärtväxtart som beskrevs av Baker f.. Crotalaria ringoetii ingår i släktet sunnhampor, och familjen ärtväxter. Inga underarter finns listade i Catalogue of Life.